# Kataklysm
Kataklysm — канадская дэт-метал-группа, образованная в 1991 году в Монреале. Сама группа называет свой стиль «Northern Hyperblast» после рекламы в журнале M.E.A.T. Понятие «гипербласт» возникло из-за их крайне быстрого бласт-бита. В начале творческой деятельности Kataklysm были известны как одна из самых быстрых и хаотичных групп. После ухода Сильвэна Хоудэ музыка Kataklysm сильно изменилась, на смену хаосу пришли мелодичные тенденции, а начиная с 2015 звучание коллектива стало уходить в сторону грув-метала.

## История

### 1991—1996
Музыкальный коллектив Kataklysm был образован в 1991 году басистом\вокалистом Маурицио Иаконо. Немногим позже к нему примкнули вокалист Sylvain Houde, гитаристы Жан-Франсуа Даженэ и Стефан Коте, а также ударник Ариэль Сэйд. В 1992 году при помощи знакомого продюсера Ali the Metallian в студии Peter Pan Studio было записано демо The Death Gate Cycle of Reincarnation. Демозапись содержала три композиции, а в лирическом плане явилась концептуальным: все композиции записи были объединены историей о человеке, желающим узнать что будет после смерти, для этого он кончает жизнь самоубийством и попадает в мир мёртвых, однако там ему встречаются различные демоны и злые духи. Он желает вернуться обратно в мир живых, но не может. После записи демо Kataklysm отыграли несколько концертов в родном Квебеке. В это же время происходят и первые перемены в составе — из группы ушли гитарист Стефан Коте и барабанщик Ариэль Сэйд, пожелавшие играть более медленную музыку. Демо было издано тиражом в 1000 экземпляров, около 200 из которых были разосланы по различным лейблам и журналам.
В 1993 году лейблом Nuclear Blast было издано EP The Mystical Gate of Reincarnation, обложку для которого сделал канадский художник S.V. Bell. Годом позже на бельгийском лейбле Boundless Records вышла семидюймовая грампластинка Vision the Chaos. В 1995 году на лейбле Nuclear Blast выходит дебютный полноформатный альбом Sorcery, в поддержку которого было совершено турне по Европе вместе с Deicide, Brutal Truth, Sinister, Cathedral и Fleshcrawl. После Европы последовали концерты в США, родной Канаде и Мексике. Выступление группы в Мексике является одним из первых выступлений канадских тяжёлых групп в Мексике. В 1996 году вышел второй альбом Temple of Knowledge, на композицию The Awakener из которого был снят видеоклип в развалинах под Монреалем. Вскоре возникли некие споры между лейблами Nuclear Blast и Relapse Records, из-за чего выход третьего альбома откладывался на неопределённое время. В то же время из группы уходит барабанщик Макс Дуамель, на смену ему приходит Ник Миллер. Однако вскоре он, а также вокалист Сильвиан Хоуд покидают группы. В итоге за вокал взялся Маурицио, а за ударные сел вернувшийся Макс Дуамель.

### 1997—2001
В 1997 году группа покидает Nuclear Blast и остаётся без финансовой поддержки. В итоге следующий альбом Victims of This Fallen World, а также концертный Northern Hyperblast Live выходят на собственном лейбле участников группы под название Hypnotic Records. Новый альбом, в связи с проблемами распространения, официально вышел только в США и Канаде. Журнал Metal Hammer поставил альбому 6 баллов из 7.
В 1999 году Kataklysm переходит на Nuclear Blast преодолев ранее возникавшие разногласия. В 2000 году выходит хорошо встреченный критиками The Prophecy (Stigmata of the Immaculate). Альбом был записан в монреальской студии Victor Studio и достиг высоких позиций в чартах: #6 в CMJ Loud Rock Charts в США и #2 в канадских Loud Rock Charts. В поддержку было организовано турне по США вместе с Dismember и Krisiun. В феврале 2001 года Маурицио и Жан-Франсуа совместно с Майком ДиСалво и Фло Мониером из Cryptopsy, а также Дэном Лилкером из Brutal Truth создают сайд-проект The Coalition. В этом же году пишется новый альбом Kataklysm под названием Epic: The Poetry of War, увидевший свет в сентябре. Запись проходила в студии Victor Studio с продюсером Жаном-Франсуа Даженэ, оформление релиза осуществлялось Томасом Эверхардом. Альбом получил высокие баллы в специализированной прессе: Rock Hard — 8,5 из 10, Metal Hammer — 6 из 7, Legacy — 13 из 15. В этом же году были сняты два видеоклипа — Il Diavolo in Me и Manipulator of Souls, а также совершено очередное турне по США вместе с Dismember и Krisiun, по Канаде с Quo Vadis. Кроме того, композиция группы Stormland появляется на канадском сборнике Into the Blizzard...Canadian Assault.

## Состав[2]

### Текущий состав
- Маурицио Иаконо — вокал (1998 — наст. вр.), бас (1991—1998)
- Жан-Франсуа Даженэ — гитара (1991 — наст. вр.)
- Стефан Барбе — бас (1998 — наст. вр.)
- Джеймс Пейн — ударные (2020 — наст. вр.)
- Франсуа Монгрен — сессионный бас

### Бывшие участники
- Сильвин Хоуд — вокал (1991—1998)
- Стефан Коте — гитара (1991—1992)
- Мартен Морэ — ударные (2003—2005)
- Ник Миллер — ударные (1996—1998)
- Жан-Франсуа Ришар — ударные (2002—2003)
- Ариэль Сэйд — ударные (1991—1992)
- Макс Дюамель — ударные (1994—1996, 1999—2002, 2005—2013)
- Оли Бодуэн - ударные (2013 — 2020)

## Дискография
Демозаписи:
- 1992 — The Death Gate Cycle of Reincarnation
- 1993 — The Vortex of Resurrection
- 1993 — Rehearsal

Мини-альбомы:
- 1993 — The Mystical Gate of Reincarnation
- 1994 — Vision the Chaos

Студийные альбомы:
- 1995 — Sorcery
- 1996 — Temple of Knowledge (Kataklysm Part III)
- 1998 — Victims of This Fallen World
- 2000 — The Prophecy (Stigmata of the Immaculate)
- 2001 — Epic: The Poetry of War
- 2002 — Shadows and Dust
- 2004 — Serenity in Fire
- 2006 — In the Arms of Devastation
- 2008 — Prevail
- 2010 — Heaven’s Venom
- 2013 — Waiting For The End To Come
- 2015 — Of Ghosts And Gods
- 2018 — Meditations
- 2020 — Unconquered
- 2023 — Goliath

Синглы:
- 2008 — «Taking the World by Storm»
- 2010 — «Cross The Line Of Redemption»
- 2012 — «Iron Will»
- 2015 — «Thy Serpent's Tongue»
- 2018 — «Guillotine»
- 2020 — «The Killshot»
- 2020 — «Underneath the Scars»
- 2023 —  «Bringer Of Vengeance»

Сплиты:
- 2001 — Nuclear Blast Festivals 2000 (DVD)
- 2003 — Hypocrisy/Kataklysm/Disbelief

Концертные альбомы:
- 1998 — Northern Hyperblast Live
- 2007 — Live in Deutschland — The Devastation Begins
- 2012 — Iron Will: 20 Years Determined (DVD + CD)
- 2012 — Live at Summer Breeze Open Air 2011

Видеоклипы:
| Title                                      | Year | Directed          | Album                       |
| ------------------------------------------ | ---- | ----------------- | --------------------------- |
| «The Awakener»                             | 1996 | Maurice Deverault | Temple of Knowledge         |
| «In Shadows & Dust»                        | 2002 | SVBell            | Shadows & Dust              |
| «As I Slither»                             | 2004 | Joe Lynch         | Serenity in Fire            |
| «Crippled & Broken»                        | 2006 | Maurice Swinkels  | In the Arms of Devastation  |
| «To Reign Again»                           | 2006 | Maurice Swinkels  | In the Arms of Devastation  |
| «Taking the World by Storm»                | 2008 | David Brodsky     | Prevail                     |
| «Blood in Heaven»                          | 2009 | Maxime Hebert     | Prevail                     |
| «Push the Venom»                           | 2010 | Ivan Colic        | Heaven’s Venom              |
| «At the Edge of the World»                 | 2011 | Tommy Jones       | Heaven’s Venom              |
| «Iron Will»                                | 2012 | Tommy Jones       | Iron Will (single)          |
| «Elevate»                                  | 2013 | —                 | Waiting for the End to Come |
| «The American Way» (кавер на Sacred Reich) | 2014 | Tommy Jones       | Waiting for the End to Come |
| «Breaching the Asylum»                     | 2015 | —                 | Of Ghosts and Gods          |
| «The Black Sheep»                          | 2015 | —                 | Of Ghosts and Gods          |
| «Marching Through Graveyards»              | 2015 | —                 | Of Ghosts and Gods          |
| «Thy Serpent’s Tongue»                     | 2015 | —                 | Of Ghosts and Gods          |
| «Vindication»                              | 2015 | —                 | Of Ghosts and Gods          |
| «Soul Destroyer»                           | 2015 | —                 | Of Ghosts and Gods          |
| «Carrying Crosses»                         | 2015 | —                 | Of Ghosts and Gods          |
| «Shattered»                                | 2015 | —                 | Of Ghosts and Gods          |
| «Hate Spirit»                              | 2015 | —                 | Of Ghosts and Gods          |
| «The World Is a Dying Insect»              | 2015 | —                 | Of Ghosts and Gods          |
| «Narcissist»                               | 2018 | —                 | Meditations                 |
| «Outsider»                                 | 2018 | —                 | Meditations                 |
| «Guillotine»                               | 2018 | —                 | Meditations                 |
| «The Killshot»                             | 2020 | —                 | Unconquered                 |
| «Underneath the Scars»                     | 2020 | —                 | Unconquered                 |
| «Defiant»                                  | 2021 | —                 | Unconquered                 |
| «Bringer Of Vengence»                      | 2023 |                   | Goliath                     |
| «Die As A King»                            | 2023 |                   | Goliath                     |